# Tu-jün

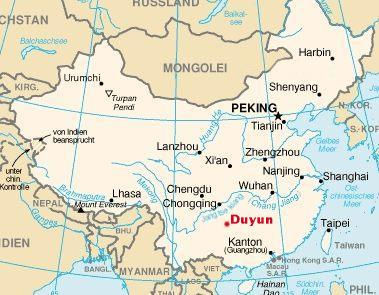
Poloha v rámci Čínské lidové republiky

Městský okres Tu-jün (čínsky v českém přepisu Tu-jün š’, pchin-jinem Dūyún Shì, znaky 都勻市) je městský okres v Čínské lidové republice. Leží v autonomní prefektuře Čchien-nan (jejímž je hlavním městem) v provincii Kuej-čou. Má plochu 2 274 čtverečních kilometrů a v roce 2015 měl bezmála půl milionu obyvatel. K roku 2000 jich měl jen 463 tisíc, z čehož bylo 190 tisíc Puejů, 147 tisíc Chanů, 71 tisíc Miaů a 32 tisíc Šuejů.